# Synagoge (Leeuwarden)

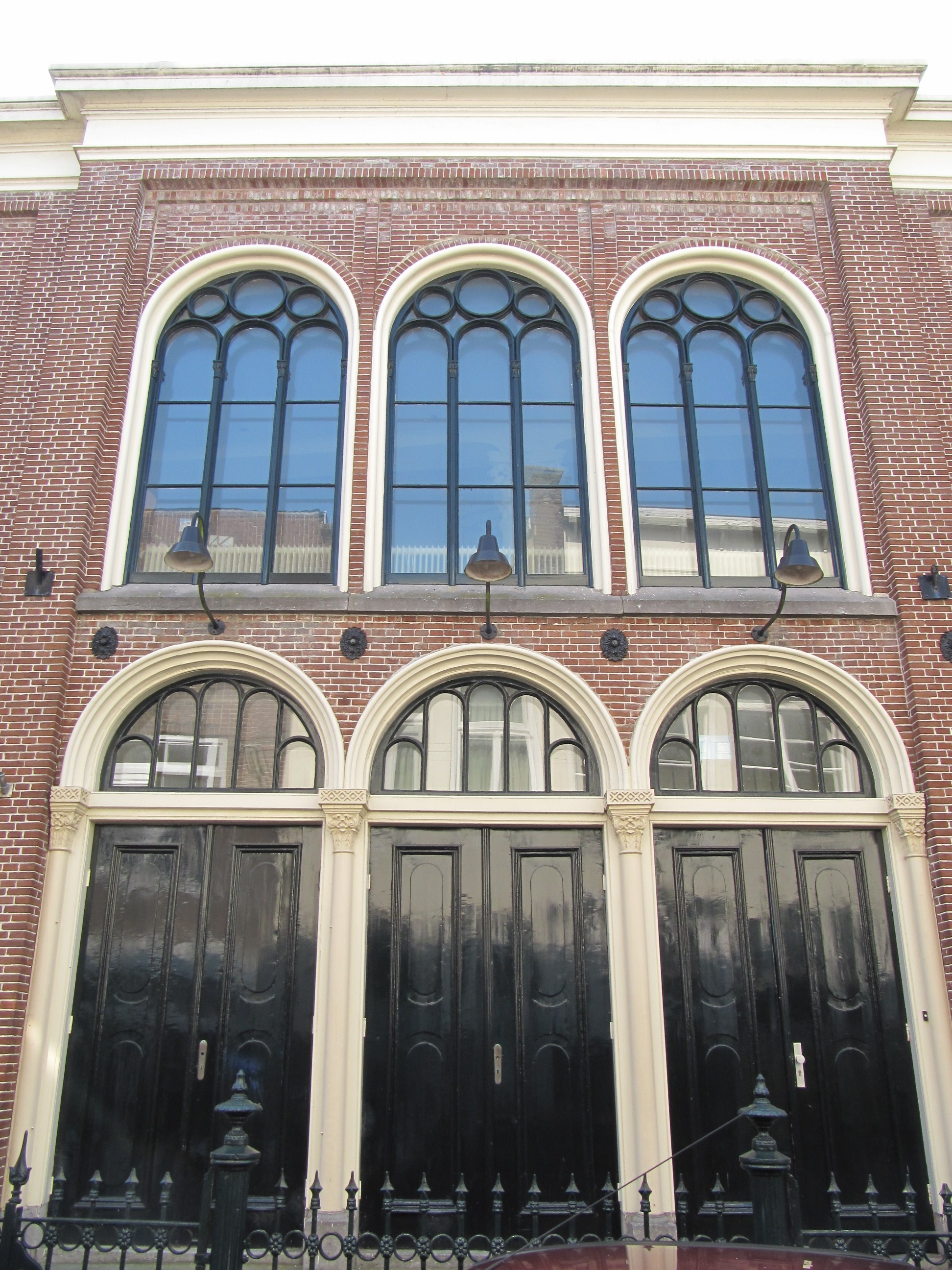
Synagoge in Leeuwarden

Die Synagoge in Leeuwarden, einer Stadt in der niederländischen Provinz Friesland, wurde 1805 an der Stelle eines Vorgängerbaus errichtet und 1865 vergrößert. Die Synagoge an der Sacramentsstraat 19 ist als Rijksmonument ein geschütztes Kulturdenkmal.  
Die Jüdische Gemeinde Leeuwarden hatte im Jahr 1869 mit 1205 Mitgliedern ihren Höchststand erreicht. Damit war die jüdische Gemeinde in Leeuwarden die größte in den nördlichen Niederlanden. 
Die jüdischen Bürger von Leeuwarden wurden während des Zweiten Weltkriegs von den deutschen Besatzern verfolgt und viele wurden in den Konzentrationslagern ermordet.
Nach 1945 entstand wieder eine kleine jüdische Gemeinde in Leeuwarden, die ihre nun zu große Synagoge nur noch zu den hohen Feiertagen für den Gottesdienst nutzt.